# 2,2,2-trifluorethanol
2,2,2-Trifluorethanol (zkráceně TFE) je organická sloučenina se vzorcem CF3CH2OH. Díky zápornému indukčnímu efektu způsobovanému atomy fluoru, který má vyšší elektronegativitu než uhlík, je silnější kyselinou než ethanol. Díky vodíkovým vazbám vytváří stabilní komplexy i s heterocyklickými sloučeninami.

## Výroba
Průmyslově se 2,2,2-trifluorethanol vyrábí hydrogenací nebo redukcí hydridy z derivátů kyseliny trifluoroctové jako jsou estery nebo acylchloridy.
Také jej lze získat hydrogenolýzou sloučenin s obecným vzorcem CF3−CHOH−OR (kde R je vodík nebo alkylová skupina s jedním až osmi atomy uhlíku) za přítomnosti katalyzátoru obsahujícího palladium uloženého na aktivním uhlí. Jako kokatalyzátor se často používají terciární alifatické aminy, například triethylamin.

## Použití
2,2,2-Trifluorethanol se používá v organické chemii jako rozpouštědlo. Lze v něm účinně provádět oxidace sirných sloučenin peroxidem vodíku.
TFE rovněž slouží k denaturaci bílkovin.
Průmyslově se využívá jako rozpouštědlo nylonu a také ve farmacii.
Trifluorethanol je důležitým prekurzorem inhalačního anestetika isofluranu.
TFE se též používá v biochemii jako inhibitor při výzkumu enzymů, jelikož kompetitivně inhibuje například alkoholdehydrogenázu.

## Reakce
Oxidací trifluorethanolu vzniká trifluoracetaldehyd a následně kyselina trifluoroctová. TFE Může být také zdrojem trifluormethylové skupiny v mnoha různých chemických reakcích.
Fluroxen, inhalační léčivo využívané pod obchodním názvem Fluoromar, je vinyletherem trifluorethanolu, připravuje se reakcí TFE s ethynem.

## Bezpečnost
Trifluorethanol je toxický pro krev, rozmnožovací soustavu, močový měchýř, mozek, horní cesty dýchací a oči.